# Sultana Frizell
Sultana Frizell (ur. 24 października 1984 w Perth) – kanadyjska lekkoatletka specjalizująca się w rzucie młotem.
Karierę międzynarodową zaczynała w 2003 roku kiedy to zajęła czwartą lokatę mistrzostwach panamerykańskich juniorów. Dwa lata później odpadła w eliminacjach na uniwersjadzie. Medalistka młodzieżowych mistrzostw NACAC (także w pchnięciu kulą). W 2007 była siódma na rozegranych w Rio de Janeiro igrzyskach panamerykańskich, a także została międzynarodową mistrzynią Szkocji. Zajęła odległe miejsce w eliminacjach i nie wystartowała w finale igrzysk olimpijskich w Pekinie (2008). Była także uczestniczką igrzyskach olimpijskich w Londynie (2012). W eliminacjach zajęła 26. lokatę i nie awansowała do finału. Dziesiąta zawodniczka mistrzostw świata z 2009 zwyciężyła w igrzyskach Wspólnoty Narodów w 2010 roku. Ośmiokrotnie ustanawiała rekordy Kanady w rzucie młotem, stawała na podium mistrzostw kraju – ostatnio wygrywając kanadyjski czempionat w 2010. W sezonie 2011 zdobyła brązowy medal igrzysk panamerykańskich. Trzy lata później ponownie stanęła na najwyższym stopniu podium igrzysk Wspólnoty Narodów. W 2015 zdobyła brązowy medal na igrzyskach panamerykańskich w Toronto.
Wielokrotna mistrzyni i rekordzistka kraju.
Rekord życiowy: 75,73 (22 maja 2014, Tucson) – rezultat ten jest aktualnym rekordem Kanady. Frizell jest także halową rekordzistką kraju w rzucie ciężarem (22,00 w 2017).

## Osiągnięcia
| Rok  | Impreza                              | Miejsce        | Lokata            | Wynik |
| ---- | ------------------------------------ | -------------- | ----------------- | ----- |
| 2003 | Mistrzostwa panamerykańskie juniorów | Bridgetown     | 4. miejsce        | 55,25 |
| 2004 | Młodzieżowe mistrzostwa NACAC        | Sherbrooke     | 3. miejsce        | 57,38 |
| 2005 | Uniwersjada                          | Izmir          | el. – 15. miejsce | 59,03 |
| 2007 | Igrzyska panamerykańskie             | Rio de Janeiro | 7. miejsce        | 63,25 |
| 2008 | Igrzyska olimpijskie                 | Pekin          | el. – 33. miejsce | 65,44 |
| 2009 | Mistrzostwa świata                   | Berlin         | 10. miejsce       | 70,88 |
| 2009 | Światowy finał lekkoatletyczny IAAF  | Saloniki       | 6. miejsce        | 68,07 |
| 2010 | Igrzyska Wspólnoty Narodów           | Nowe Delhi     | 1. miejsce        | 68,57 |
| 2011 | Igrzyska panamerykańskie             | Guadalajara    | 2. miejsce        | 70,11 |
| 2012 | Igrzyska olimpijskie                 | Londyn         | el. – 26. miejsce | 67,45 |
| 2013 | Mistrzostwa świata                   | Moskwa         | el. – 16. miejsce | 69,06 |
| 2014 | Igrzyska Wspólnoty Narodów           | Glasgow        | 1. miejsce        | 71,97 |
| 2014 | Puchar interkontynentalny            | Marrakesz      | 5. miejsce        | 70,06 |
| 2015 | Igrzyska panamerykańskie             | Toronto        | 3. miejsce        | 69,51 |
| 2015 | Mistrzostwa świata                   | Pekin          | el. – 13. miejsce | 69,66 |